# 神奈川県ライトセンター
神奈川県ライトセンターは横浜市旭区に所在する、視覚障害を持つ人を対象とした複合福祉施設である。点字図書や録音図書の収蔵・貸出を行う図書館や、視覚障害者のスポーツに対応した体育館・プールを備える。

## 歴史
1950年（昭和25年）、日本赤十字社（日赤）は点字図書「愛の赤十字文庫」を創設し、県内の盲学校に図書の貸し出しを行った。1965年には、横浜市中区根岸町の横浜赤十字病院敷地内に、日赤点字図書室と神奈川県立図書館、神奈川県立身体障害者更生相談所の点字図書を集合・移管し「神奈川県点字図書館」を開設した。この図書館は神奈川県赤十字血液センターに併設されており、蔵書数の増加により狭隘化が問題となった。そこで、1974年に旭区二俣川の神奈川県立身体障害者更生指導所を改装して「神奈川県ライトセンター」を開設した。この建物は1962年竣工で、老朽化が進み外壁のコンクリートが剥落するおそれが生じたり、蔵書の増加により体育室にまで書架が置かれるなどの問題を抱えていた。1990年（平成2年）8月に、「ライトセンター再整備検討委員会」発足。障害者スポーツの施設を拡充することにより県の施設再整備計画に組み込まれることとなり、1991年に旧公害センターに仮移転。建て替えが行われ、1993年8月8日に新センターが竣工した。2005年に神奈川県議会により指定管理者が承認され、2006年より日赤が指定管理者としての業務を行う。

## 施設概要
本館棟と体育館棟の2棟からなる。体育館はバスケットボールのコート1面に相当する広さがあり、壁面は消火器やベンチを埋め込み式として凹凸を排するとともにクッション材を張り、天井も音の反響を抑える構造としている。「全日本ブラインドダンス選手権」や「フロアバレーボール全国大会」などの会場として使われ、ステージを備えることから音楽祭などにも使用される。地下には25メートル×4レーンの屋内プールがある。プールの内壁に衝撃吸収板、室内に吸音材を使用し、視覚障害者の安全な利用に考慮したつくりとしている。地下1階にはこのほか卓球室とトレーニングジムを備える。屋外にはグラウンドと、その周囲に誘導ガイドロープを備えた1周110mのジョギングコースがある。

## 蔵書の状況
2019年3月末現在の蔵書数は下の表のとおりである。点字図書の内訳は文学9,956タイトル、児童書2,549タイトル、社会科学1,762タイトル、自然科学1,256タイトル、歴史1,108タイトルの順。テープ図書は、文学が3,643タイトル53,266巻で、巻数では過半を占める。
逐次刊行物は、『ライトセンターだより』（機関誌、月刊）、『かけはし』（交歓雑誌、隔月間）、『Ku:nel』、『be on Saturday』、『ブック・レビュー・アサヒ』、『ウェルネス・ニュース、『ウェブ・論座』の7誌の点字雑誌、『ライトセンターだより』、『かけはし』、『交流誌カエル』、『生活情報誌やまゆり』、『週刊現代』、『旅行読売』、『栄養と料理』、『Number』、『JARL NEWS』、『日経マネー』、『文學界』、『中医臨床』、『季刊ステレオサウンド』、『ジュニアエラ』、『ライトこどもクラブ』、『週刊読書人』の16誌のデイジー雑誌の製作を行う。
|              | タイトル数 | 巻数    |
| ------------ | ---------- | ------- |
| 点字図書     | 20,347     | 79,473  |
| テープ図書   | 8,004      | 92,391  |
| デイジー図書 | 5,242      | 9,476   |
| 拡大図書     | 120        | 374     |
| 計           | 33,713     | 181,714 |

## 周囲
最寄駅の相模鉄道本線・いずみ野線二俣川駅より相鉄バス運転免許センター循環で「ライトセンター前」下車すぐ。または同駅から徒歩約15分。
周辺には神奈川県警察運転免許センターや神奈川県立がんセンター、神奈川県立公文書館など県の施設が多く立地する。免許センターに隣接して、日赤の二俣川献血ルームも開設されている。